# تسفي هيندل
تسفي هيندل (بالعبرية: צבי הנדל‏) (من مواليد 16 أكتوبر 1949) هو سياسي إسرائيلي، انتخب عضو الكنيست عن تكوما (الحزب الصهيوني الديني) التابع للاتحاد الوطني بين عامي 1996 و2009.

## حياته
وُلِد هندل في ترانسيلفانيا في رومانيا، وقد هاجر إلى البلاد في عام 1959 وفي خدمته العسكرية عمل كمدرب في الغادنا. وفي خدمته الاحتياطية خدم كجزء من وحدة استطلاع في سلاح المدفعية الإسرائيلي وشارك في حرب يوم الغفران.
في عام 1977، انتقل مع عائلته إلى مستوطنة جاني طال الإسرائيلية، وهي جزء من كتلة غوش قطيف في قطاع غزة.

### الحياة السياسية
في أوائل التسعينيات، تم انتخاب هندل رئيسًا للمجلس الإقليمي لحوف أزا، وتم انتخابه لأول مرة في الكنيست الرابعة عشرة في عام 1996 كممثل عن الحزب الديني الوطني. وقرب نهاية فترة ولايته، ترك الحزب مع حنان بورات وشكل فصيل "إيمونيم"، الذي غير اسمه بعد فترة وجيزة إلى تكوما (الحزب الصهيوني الديني). وانضم إلى قائمة الاتحاد الوطني كجزء من حزب تكوما، وتم انتخابه لعضوية الكنيست الخامسة عشرة والسادسة عشرة والسابعة عشرة.
وفي الكنيست الخامسة عشرة شغل منصب رئيس لجنة الهجرة والاستيعاب والشتات.
خلال الفترة الثانية لآرييل شارون كرئيس لوزراء إسرائيل، شغل هندل منصب نائب وزير التعليم والثقافة والرياضة، حتى تم طرد حزب الاتحاد الوطني من الائتلاف في 6 يونيو 2004 قبل التصويت على خطة فك الارتباط.
شغل هندل أيضًا منصب رئيس الكتلة الزراعية في الكنيست.
في عام 2005، تم طرد هيندل من منزله مع زملائه من سكان جاني طال كجزء من خطة فك الارتباط. وكان تعامله هو وعائلته مع الإخلاء موضوع الفيلمين الوثائقيين "قطيف" و"القطيف الأخير".
في عام 2006، قدم هيندل اقتراح قانون من شأنه أن يربط يمين الولاء لـ "إسرائيل اليهودية والديمقراطية" ولقوانين إسرائيل، بالحق في التصويت. تم رفض مشروع القانون بأغلبية 45 صوتًا مقابل 17 صوتًا. 
وخسر مقعده في انتخابات 2009 .
وبعد الكنيست أصبح رئيسًا لهيئة مكافحة المخدرات الإسرائيلية. وعارض بشدة تشريع الحشيش وتعرض لانتقادات بسبب خلافه مع عضوة الكنيست تمار زاندبرغ. 